# Harvest Records
 For alternative betydninger, se Harvest. (Se også artikler, som begynder med Harvest)
Harvest Records er et britisk pladeselskab under den amerikanske Capitol Music Group, der er en del Universal Music Group (UMG). Harvest Records blev stiftet i 1969 af EMI i 1969 for at promovere progressiv rockmusik og for at konkurrere med pladeselskaberne Vertigo (under Philips Records) og Deram (under Decca Records).

## Diskografi
| 1969 - Deep Purple – The Book of Taliesyn - Pete Brown and His Battered Ornaments – A Meal You Can Shake Hands with in the Dark - Panama Limited Jug Band – Panama Limited Jug Band - Shirley and Dolly Collins – Anthems in Eden - Michael Chapman – Rainmaker - Third Ear Band – Alchemy - Edgar Broughton Band – Wasa Wasa - The Battered Ornaments – Mantle-Piece - Deep Purple – Deep Purple - Forest – Forest - Tea & Symphony – An Asylum for the Musically Insane - Bakerloo – Bakerloo - Kevin Ayers – Joy of a Toy - Pink Floyd – Ummagumma 1970 - Various Artists – Picnic – A Breath of Fresh Air (Sampler) - Michael Chapman – Fully Qualified Survivor - Syd Barrett – The Madcap Laughs - Roy Harper – Flat Baroque and Berserk - Ron Geesin & Roger Waters - Music from The Body - Deep Purple – Concerto for Group and Orchestra - Pete Brown & Piblokto! – Things May Come and Things May Go but the Art School Dance Goes on Forever - Greatest Show on Earth – Horizons - Barclay James Harvest – Barclay James Harvest - Shirley and Dolly Collins – Love, Death and the Lady - Edgar Broughton Band – Sing Brother Sing - Third Ear Band – Third Ear Band - The Pretty Things – Parachute - Quatermass – Quatermass - Kevin Ayers and the Whole World – Shooting at the Moon - Deep Purple – In Rock - Panama Limited – Indian Summer - Pink Floyd – Atom Heart Mother - Syd Barrett – Barrett - Pete Brown & Piblokto! – Thousands on a Raft - The Greatest Show on Earth – The Going's Easy - Love – Out Here - Forest – Full Circle - Tea & Symphony – Jo Sago A Play on Music - Michael Chapman – Window - Dave Mason – Alone Together - Chris Spedding- Backwood Progression 1971 - Various Artists - The Harvest Bag (Special Budget Sampler) - Love – False Start - Barclay James Harvest – Once Again - Roy Harper – Stormcock - The Grease Band – The Grease Band - Edgar Broughton Band – Edgar Broughton Band - East of Eden – East of Eden - The Move - Message From the Country - Deep Purple – Fireball - Barclay James Harvest – Barclay James Harvest & Other Short Stories - Pink Floyd – Meddle - East of Eden – New Leaf - Electric Light Orchestra – The Electric Light Orchestra - Michael Chapman – Wrecked Again - Southern Comfort – Southern Comfort 1972 - Babe Ruth - First Base - Janus - Gravedigger - Kevin Ayers – Whatevershebringswesing - Pink Floyd – Obscured by Clouds - Sebastian – Den store flugt - Spontaneous Combustion – Spontaneous Combustion - Edgar Broughton Band – Inside Out - Spontaneous Combustion – Triad - Barclay James Harvest – Baby James Harvest 1973 - Kayak – See See the Sun - Roy Wood – Boulders - Pink Floyd – The Dark Side of the Moon - Electric Light Orchestra – ELO 2 - Kevin Ayers – Bananamour - Roy Harper – Lifemask - Mark-Almond – Rising - Edgar Broughton Band – Oora - Pink Floyd – Atom Heart Mother (Quadrophonic release) - Barclay James Harvest – Once Again (Quadrophonic release) - Ariel – A Strange Fantastic Dream - Sadistic Mika Band – Sadistic Mika Band - Sebastian – Over havet under himlen - Corben Simpson – Get Up With The Sun HSD 1030 - Wizzard – Wizzard Brew 1974 - Babe Ruth – Amar Caballero - Be-Bop Deluxe – Axe Victim - Syd Barrett – Syd Barrett (Double reissue of The Madcap Laughs and Barrett) - Pink Floyd – A Nice Pair (Double reissue of The Piper at the Gates of Dawn and A Saucerful of Secrets) - Roy Harper – Flashes from the Archives of Oblivion - Sadistic Mika Band – Black Ship - Sebastian – Blød lykke - Triumvirat – Illusions on a Double Dimple - Kayak – Kayak II - Wizzard – See My Baby Jive (compilation) - The Move – California Man (compilation) - Electric Light Orchestra – Showdown (compilation) 1975 - Pink Floyd – Wish You Were Here (Europe only) - Roy Harper – HQ - Be-Bop Deluxe – Futurama - Ariel – Rock 'n' Roll Scars - Edgar Broughton Band – A Bunch of 45s (Harvest Heritage compilation) - Quatermass – Quatermass (Harvest Heritage reissue) - Climax Blues Band – 1969 – 1972 (Harvest Heritage compilation) - Greatest Show on Earth – Greatest Show on Earth (Harvest Heritage compilation) - The Pretty Things – S.F. Sorrow/Parachute (Harvest Heritage double reissue) - Kevin Ayers – Joy of a Toy/Shooting at the Moon - (Harvest Heritage double reissue) 1976 - Kevin Ayers – Odd Ditties (compilation) - Be-Bop Deluxe – Sunburst Finish - Third Ear Band – Experiences - Shirley Collins – Amaranth - Southern Comfort – Distilled - Tomorrow – Tomorrow (reissue) - The Little River Band – The Little River Band (US and Canada) - The Gods – The Gods - Be-Bop Deluxe – Modern Music - Ashley Hutchings – Son of Morris On - Roy Wood – The Roy Wood Story (Double reissue) | 1977 - The Albion Dance Band – The Prospect Before Us - Pink Floyd – Animals (Europe only) - Be-Bop Deluxe – Live! In the Air Age - Barclay James Harvest – The Best of Barclay James Harvest - Electric Light Orchestra – The Light Shines On - Deep Purple – Shades of Deep Purple (Reissue) - The Little River Band – Diamantina Cocktail (US and Canada only) - Pete Brown & Piblokto!/Battered Ornaments – My Last Band - John Lees – A Major Fancy - Babe Ruth – The Best of Babe Ruth - Various Artists – Harvest Heritage 20 Greats (Sampler album) - Roy Wood – Boulders (Reissue) - The Pretty Things – Singles A's & B's - Soft Machine – Triple Echo - Wire – Pink Flag 1978 - The Albion Band – Rise Up Like the Sun - Be-Bop Deluxe – Drastic Plastic - David Gilmour – David Gilmour (Europe only) - Richard Wright – Wet Dream (Europe only) - Jack Scott/Charlie Feathers/Buddy Knox/Warren Smith – Four Rock 'n' Roll Legends Recorded in London - Roy Harper – 1970 – 1975 - The Little River Band – Sleeper Catcher (US and Canada only) - Deep Purple – The Deep Purple Singles A's and B's - Be-Bop Deluxe – The Best of and the Rest of Be-Bop Deluxe - Can – Out of Reach - Barclay James Harvest – The Best of Barclay James Harvest Volume 2 - Wire – Chairs Missing - Kate Bush - The Kick Inside (US and Canada only) 1979 - Morrissey–Mullen – Cape Wrath - Electric Light Orchestra – The Light Shines On Vol 2 - Various Artists – The Rare Stuff - Red Noise Sound-on-Sound - The Move – Shines On - Eberhard Schoener – Video Flashback - Pink Floyd – The Wall (Europe only) - Kate Bush - Lionheart (Canada only) - Scorpions – Lovedrive SHSP 4097 - Wire – 154 1980 - Iron Maiden – Iron Maiden (US and Canada only) - Roy Harper – The Unknown Soldier - Dave Edmunds & Love Sculpture – Singles A's & B's - Deep Purple – Deep Purple in Concert - Scorpions – Animal Magnetism SHSP 4113 - Kate Bush - Never for Ever (Canada only) 1981 - Be-Bop Deluxe – Singles A's & B's - Bowers-Ducharme – Bowers-Ducharme (Canada only) - Nick Mason's Fictitious Sports (Europe only) - Iron Maiden – Killers (US and Canada only) - Duran Duran – Duran Duran (US and Canada only) - Pink Floyd – A Collection of Great Dance Songs (Europe only) - Barclay James Harvest – The Best of Barclay James Harvest Volume 3 1982 - Scorpions – Blackout (the world outside the US and Canada) - Duran Duran – Rio (US and Canada only) - Iron Maiden – The Number of the Beast (US and Canada only) - Thomas Dolby - Blinded by Science - Thomas Dolby - The Golden Age of Wireless - Jon Lord - Before I Forget 1983 - Pink Floyd – The Final Cut (Europe only) 1984 - David Gilmour – About Face (re-released by EMI in 2006 and again by Parlophone in 2014) (Europe only) - Scorpions - Love at First Sting (the world outside the US and Canada) - Pallas – The Sentinel (outside North America) - Roger Waters – The Pros and Cons of Hitch Hiking - Zee – Identity 1985 - Scorpions - World Wide Live (the world outside the US and Canada) - Nick Mason and Rick Fenn – Profiles (Europe only) 1986 - Pallas – The Wedge 1988 - Scorpions - Savage Amusement (the world outside the US and Canada) - Syd Barrett – Opel 1989 - Jeff Lynne – A Message From The Country 1968-1973 - Kevin Ayers – Banana Productions: The Best Of 1990's - 1990 – Be-Bop Deluxe – Raiding the Divine Archive - 1991 – The Beyond – Crawl - 1994 – Motorpsycho – Timothy's Monster' (3-album box set) - 1999 – Various Artists – Harvest Festival (5-CD Book) - 1999 – Dark Star – Twenty Twenty Sound 2000's - 2001 – Syd Barrett – Wouldn't You Miss Me - 2005 – Patrick Duff – Luxury Problems - 2005 – Amorphous Androgynous – Alice in Ultraland - 2005 – The Move's Message From The Country - 2005 – Various Artists – Harvest Showdown Electric Light Orchestra/The Move/Roy Wood/Wizzard - 2006 – Various Artists – It Wasn't My Idea to Dance - A Harvest Sampler - 2006 – Pete Brown – Living Life Backwards – The Best of Pete Brown - 2007 – Various Artists – A Breath of Fresh Air – A Harvest Records Anthology / 1969 – 1974 - 2008 – Kevin Ayers – Songs for Insane Times: Anthology 1969 – 1980 2011 - Be-Bop Deluxe – Futurist Manifesto (2011) 5-CD set, fifth disc comprises previously unreleased material 2012 - Red Noise Sound-on-Sound Remastered and expanded 2013 - The Olms - "The Olms" - White Lies - Big TV - D.A. Wallach - "Glowing (Music video directed by Wolf Haley)" - Beady Eye - BE (North America) - Death Grips - No Love Deep Web 2014 - Kasabian - 48:13 - Morrissey - World Peace Is None Of Your Business - Syd Arthur - Sound Mirror (US & UK Release) - Babes - "Die" (single) - Babes - Untitled EP - Banks - Goddess - TV on the Radio - Seeds - Death Grips - Government Plates (Record Store Day limited-edition vinyl) 2015 - Death Grips - The Powers That B - Best Coast - California Nights - Wynter Gordon - Five Needle (EP) - The Libertines - Anthems for Doomed Youth (US release) - The Greeting Committee - It's Not All That Bad 2016 - Death Grips - Bottomless Pit - Beaty Heart - Till The Tomb (US Release) - Banks - The Altar 2018 - Death Grips - Year of the Snitch 2019 - Banks - III 2021 - Lauren Auder - 5 Songs For The Dysphoric (EP) 2022 - Grace Ives - Janky Star |